# Madfinger Games
Madfinger Games est un développeur de jeux vidéo situé en Tchéquie qui axe son activité sur les jeux sur appareil mobile. Madfinger Games a produit des titres comme Shadowgun, Dead Trigger, Samurai II: Dojo, Samurai II: Vengeance, Samurai: Way of the Warrior et BloodyXmas. Le studio est constitué de développeurs expérimentés qui ont travaillé sur des jeux tels que Mafia: The City of Lost Heaven, Vietcong et Hidden and Dangerous 2,.

## Historique
Avant la formation de Madfinger Games, ses membres travaillaient chez 2K Czech mais étaient également actifs sous l’appellation Mad Finger Games. Le jeu le plus célèbre était à l'époque Samurai: The Way of Warrior. Le studio a été officiellement formé en 2010 et la première production officielle est Samurai II: Vengeance. Shadowgun, est développé l'année suivante et connait un succès relatif. Ce succès a conduit au spin-off multijoueurs Shadowgun: Deadzone. Madfinger Games a également créé une série à succès avec Dead Trigger et Dead Trigger 2. En 2012, Madfinger Games rend son jeu Dead Trigger gratuit à cause d'un piratage trop important.

## Liste de jeux
- 15 Blocks Puzzle – 2009
- Samurai: Way of the Warrior – 2009
- BloodyXmas – 2009
- Samurai II: Vengeance – 2010
- Samurai II: Dojo – 2010
- Shadowgun – 2011
- Dead Trigger – 2012
- Shadowgun: Deadzone – 2012
- Dead Trigger 2 – 2013
- Monzo – 2014
- Unkilled – 2015
- Shadowgun Legends – 2018
- Shadowgun War Games – 2020

## Annexe